# Gildeskål
Gildeskål és un municipi situat al comtat de Nordland, Noruega. Té 1,998 habitants (2018) i la seva superfície és de 661.83 km². El centre administratiu del municipi és el poble d'Inndyr. Els altres pobles de Gildeskål són Forstranda, Lekanger, Mevik, Mårnes, Nygårdsjøen, Saura, Storvika, Sørarnøya, Sørfinnset, i Våg.
Gildeskål és un municipi costaner que abasta una part del continent i moltes illes. Les principals illes del municipi són Fleinvær, Fugløya, Nordarnøya, Sandhornøya i Sørarnøya. La part sud del municipi inclou una part de les muntanyes de Saltfjellet i la part nord del municipi limita amb el Saltfjorden i el Vestfjorden. El pont de Sandhornøy connecta l'illa de Sandhornøya amb el continent. Hi ha molts llacs al municipi, entre els quals Fellvatnet, Langvatnet, Litle Sokumvatnet i Sokumvatnet.
Hi ha un transmissor VLF a Gildeskål que s'utilitza per enviar missatges a submarins submergits (indicatiu: JXN, freqüència: 16.4 kHz). Utilitza com a antenes diversos cables filats entre dues muntanyes (foto). L'edifici del transmissor es troba a 66° 58′ 58″ N, 13° 52′ 23″ E / 66.98278°N,13.87306°E.